# Гольденвейзер, Яков Соломонович
Яков Соломонович Гольденвейзер (1 июня 1862, Екатеринослав — 7 марта 1931, Киев) — российский общественный и политический деятель, адвокат, присяжный поверенный в Киеве, бессменный член Распорядительного комитета. Председатель Совета присяжных поверенных (с 1917 и до упразднения адвокатуры большевиками). Один из учредителей и активный член кадетской партии. Автор работ по вопросам социологии, экономики и права.

## Биография
Яков Соломонович Гольденвейзер родился в семье Хаима-Шлёмы Срулевича (Соломона Израилевича) Гольденвейзера (1814, Умань — после 1873), купца второй гильдии в Умани и с 1858 года в Екатеринославе, и Эстер Яковлевны Гольденвейзер (1819—?). Дед — Дед, колонист Сруль Гершкович Гольденвейзер (1766—1854), тоже был купцом в Умани и одним из основателей еврейской земледельческой колонии в Бессарабии (1840), названной Михаилсдорф в честь брата императора. У родителей был также двухэтажный каменный дом в Минске.
С 1873 по 1880 год учился в Екатеринославской гимназии. В 1882 стал выпускником восьми классов Кишинёвской гимназии. Затем он учился на физико-математическом факультете Московского университета. Также учился на медицинском факультете Университета св. Владимира в Киеве. В 1887 году он окончил юридический факультет Московского университета.
В 1888 году Яков Соломонович поступил на работу к своему брату, адвокату А. С. Гольденвейзеру, где сначала работал помощником. В 1898 году опубликовал работу «Об изложении решений в окончательной форме», а в 1899 году — «О материальной, а не формальной правде». В 1900 году напечатал статью «Об откладывании резолюций по гражданским делам (702 ст. устава гражданского судопроизводства)» вышедшую в девятом номере «Вестника права» (в Санкт-Петербурге). В 1905 году стал одним из учредителей, а затем и активным членом Конституционно-демократической партии.
В 1904 году он получил звание присяжного поверенного (утвержден Н. В. Муравьевым). После этого Яков Соломонович каждый год успешно избирался в Распорядительный комитет. После того как в 1916 году в Совете присяжных была выбрана комиссия для составления проекта приказа (регламента) в неё был избран Я. С. Гольденвейзер. С 1916 года он избирался также и в Совет присяжных поверенных, а со следующего года он был В 1917 избран председателем Совета где был до самого конца существования Совета. С 1917 года преподавал в Киевском юридическом институте до его ликвидации в 1920 году.
В Киевском институте народного хозяйства с 1922 года проходил юридический семинар и секцией уголовного процесса руководил Я. С. Гольденвейзер. В 1925 Яков Соломонович был арестован советской властью из-за того, что откровенно выражал свои мысли в письмах за границу. Из-за этого он на шесть недель был посажен в подвале ГПУ. Арест и содержание в подвале негативно повлияли на здоровье адвоката. В апреле 1930 года скончалась его жена, а вскоре 17 марта 1931 года умер и он сам.

## Семья
- Жена (с 1893 года) — Раиса Борисовна Юкельсон, приходилась сестрой нейрохирургу М. Б. Юкельсону. Дочь Елизавета (1894—1911)[15][16], сын Борис (1898—?)[17].

Братья:
- Владимир Соломонович Гольденвейзер (1853—1919) — дворянин, инженер путей сообщения, последние годы жизни жил в Киеве. Его сын — Лев Гольденвейзер (1883—1959), адвокат, театральный режиссёр-постановщик, драматург, прозаик, переводчик, в 1927—1937 годах — заведующий литературным отделом Госкино, отец механика А. Л. Гольденвейзера (1911—2003).
- Борис Соломонович Гольденвейзер (1839—1916) — кишинёвский и впоследствии московской адвокат. Его сын — Александр Гольденвейзер (1875—1961), создатель крупнейшей советской пианистической школы; дочь — пианистка Мария Борисовна Гольденвейзер (1873—1940), была замужем за пушкинистом М. О. Гершензоном.
- Моисей Соломонович Гольденвейзер (1837/1838 — 1921, Варшава) — юрист, юрисконсульт банка Полякова, библиофил, литературовед и историк[18] (в его доме в Гранатном переулке в 1910-е годы проживали родители А. Д. Сахарова)[19][20]. Его сын — Николай Гольденвейзер, адвокат и литератор.
- Александр Соломонович Гольденвейзер (1855, Канев — 1915, Киев) — один из крупнейших русских цивилистов, бессменный председатель Киевской комиссии присяжных поверенных.
  - Сыновья — Алексей, юрист; Александр, антрополог; Эммануил, экономист.
  - Дочь — Мария Александровна Гольденвейзер. Ещё две дочери-близнецы — Елена Гольденвейзер и Надежда Фельдзер (1880—1944) — были арестованы под Ниццей в декабре 1943 года, депортированы в концентрационный лагерь Дранси, оттуда в Освенцим, где погибли.

## Избранные публикации
- Гольденвейзер, Я. С. «Об изложении решений в окончательной форме» : [Докл. чл. О-ва] Я. С. Гольденвейзера, [чит. в собр. 21 марта 1898 г.]. — Киев : тип. Имп. Ун-та св. Владимира Н. Т. Корчак-Новицкого, 1899.
- Гольденвейзер, Я. С. «О материальной, а не формальной правде» и «О широком просторе усмотрения суда» в проекте об обязательствах : Докл. чл. О-ва Я. С. Гольденвейзера, чит. в собр. О-ва 23 окт. 1899 г. / [Як. Гольденвейзер]. — Киев : тип. Имп. Ун-та св. Владимира Н. Т. Корчак-Новицкого, 1901. — 14 с.; 25.